# Château de Coutant
Le château de Coutant est un château situé sur la commune de Saint-Hilaire-sur-Helpe dans le département du Nord de la France. 
Il est inscrit à la liste des monuments historiques le 28 avril 1947.

## Histoire
La majorité de la construction actuelle est bâtie vers 1714 par François de la Combe qui est le maréchal des camps et armées du Roi, directeur des fortifications du Hainaut sous Vauban, chargé des fortifications d’Avesnes et Maubeuge. Il est propriétaire du domaine depuis 1696. En 1721, c’est Jean le Brunqui, le régent du collège royal d’Avesnes qui récupère le domaine, puis Jean Baptiste Cordier de Caudry qui en hérite. Au XIXe siècle, le domaine est la propriété de la famille Recq de Malzine qui le garde jusque 1946 lors de son achat par l’industriel M. Paul Delannoy. II est depuis les années 2000 la propriété de Maitre Landmann.

## Bâtiment

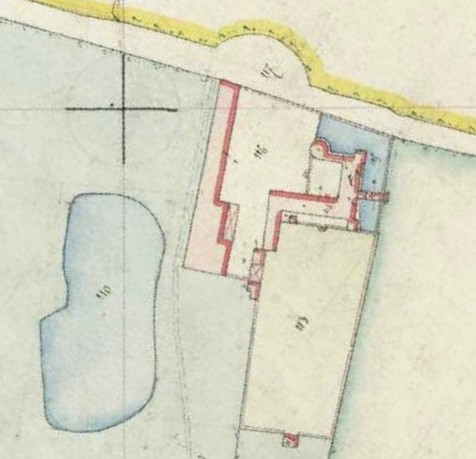
Cadastre de 1868.

De la construction d’origine du XIIIe siècle, il ne reste que l'unique tour ronde et certains éléments de maçonnerie du XVIe siècle.
Le bâtiment en forme de U avec trois ailes de tailles différentes est cantonné de trois tours carrées et la quatrième plus ancienne est ronde. Les tours sont coiffées de toits débordants surmontés de bulbes.
Les tours sont bâties sur trois niveaux. La tour du nord-est qui compte un pigeonnier est la plus récente et date en grande partie du XIXe siècle.
Le château de construction assez massive est fait de calcaire, pierre bleue, briques roses et d’ardoise.
La facade du parc est percée de sept travées sur deux niveaux, sans compter la travée de chaque tour. La travée du centre est percée d’une porte-fenêtre, celle-ci est surmontée à l’étage d’un balcon avec une balustrade en fer forgé.
Le corps de ferme date du XVIIe siècle.
Avant 1875, le parc est entouré de murs et l’entrée se fait par un pont-levis. Les vestiges des piliers d’entrée ont été déplacés.
Le château de Coutant est inscrit au titre des Monuments historiques par arrêté du 28 avril 1947 avec les douves, le pavillon du potager, le domaine et son étang.